# Kuffenmühle (Großlangheim)
Kuffenmühle (auch Kufenmühle, Adresse An der Kuffenmühle 2, früher Hausnummer 69) ist eine ehemalige Getreidemühle im unterfränkischen Großlangheim. Sie liegt am Bimbach im Osten der Stadt und war zeitweise ein Ortsteil von Großlangheim.

## Geschichte
Erstmals erwähnt wurde die Kuffenmühle im Jahr 1430. Wahrscheinlich ist die Mühle aber wesentlich älter. Eine erste Anlage wurde mit der Pleckersmühle um Großlangheim bereits 1335 genannt. Die Kuffenmühle lag unmittelbar vor der Großlangheimer Ortsbefestigung und unterstand, anders als die Weidenmühle weiter südwestlich, nicht dem jeweiligen Dorfherren. Stattdessen befand sich die Anlage im gesamten Mittelalter im Eigentum der Dorfgemeinschaft und wurde an verschiedene Pächter vergeben.
Namentlich erwähnt wurde im Jahr 1588 der Kuffenmüller Hans Albert. Im Jahr 1610 endete die Zeit als Gemeindemühle. Fortan besaßen die jeweiligen Müller die Kuffenmühle. Die Mühle wurde noch im 19. Jahrhundert als Getreidemühle für Großlangheim betrieben. Die Gebäude wurden im Laufe der Jahrhunderte immer wieder verändert. Inzwischen erinnert nur noch die Lage am Bimbach an die Vergangenheit als Mühle. Heute sind in den Räumlichkeiten Wohnungen untergebracht.

## Ortsteil
Im Jahr 1875 wurde die Kuffenmühle (unter dem Namen Kufenmühle) als Einöde in der Gemarkung von Großlangheim bezeichnet. Der Ortsteil bestand aus drei Gebäuden und war der Poststation, Pfarrei und Schule Großlangheim zugeordnet. Letztmals wurde die Mühle im Jahr 1888 als Ortsteil aufgeführt.
| Jahr | Einwohner | Jahr | Einwohner |
| ---- | --------- | ---- | --------- |
| 1875 | 10        | 1888 | 4         |